# David Swift (actor)
David Swift (3 de abril de 1931 – 8 de abril de 2016) fue un actor inglés, famoso por su papel de Henry Davenport en la sitcom televisiva Drop the Dead Donkey.

## Biografía
Su nombre completo era David Bernard Swift, y nació en Liverpool, Inglaterra, siendo el segundo de los cuatro hijos de Abram Sampson Swift y Lily Rebecca Greenman, dueños de una tienda de muebles en Bootle. Cursó estudios en el Clifton College y en el Gonville and Caius College de Cambridge, donde aprendió derecho. Después trabajó en negocios con su suegro, J.P. Jacobs, cuya empresa era suministradora de Marks & Spencer.
Swift debutó profesionalmente como actor en el teatro en 1963 tras ser ayudante en el Dundee Repertory Theatre. Al siguiente año se inició en la televisión actuando como Theo Clay en la serie Compact. Hizo numerosos papeles televisivos en las décadas de 1970 y 1980, a la vez que trabajaba en el teatro con la Royal Shakespeare Company en la producción de 1978 de Henry VI, Part 1, obra llevada a escena en el Aldwych Theatre. Fue también aclamado por su actuación como Frank Doel en el Ambassadors Theatre con la puesta en escena en 1981-2 de 84, Charing Cross Road. Además, fue Montclair en la película The Day of the Jackal (1973), y Dingley, junto a Richard Beckinsale, en la sitcom de la BBC Bloomers (1979). Otra producción para la que rodó varios episodios fue la sitcom Going Straight (1978), secuela de Porridge. Antes había sido actor invitado, también junto a Beckinsale, en la comedia de la ITV Yorkshire Rising Damp, en el episodio "Good Samaritans". Pero fue su papel del irascible Henry Davenport en la sitcom Drop the Dead Donkey, escrita por Andy Hamilton y Guy Jenkin, la que dio fama a Swift. Además, también actuó de manera ocasional en la producción de BBC Radio 4 Old Harry's Game, escrita igualmente por Hamilton.
Además de su carrera como actor, Swift tuvo gran interés en aspectos de la producción, como fueron la grabación de sonido y la posproducción, fundando en 1969 Tempest Films junto a Charles Denton, Richard Marquand, Paul Watson y John Pilger. La compañía también produjo documentales del actor y director Kenneth Griffith.
Swift era hermano mayor del actor Clive Swift, conocido por su papel en la sitcom Keeping Up Appearances, y con el cual en ocasiones actuó. Además, era tío del académico Adam Swift y del presentador televisivo Joe Swift. Era padre de la actriz Julia Swift y suegro del actor David Bamber.
David Swift falleció a causa de complicaciones de la enfermedad de Alzheimer en 2016 en Londres, Inglaterra, a los 85 años de edad. Había estado casado con la actriz Paula Jacobs.

## Filmografía (selección)
- 1964 : Hamlet at Elsinore (telefilm)
- 1966 : Los vengadores (serie TV)
- 1971 : Budgie (serie TV)
- 1972 : ITV Saturday Night Theatre (serie TV), episodio Another Sunday and Sweet F.A.
- 1972 : Viajes con mi tía
- 1972 : War & Peace (serie TV)
- 1973 : The Day of the Jackal
- 1973 : No Sex Please, We're British
- 1974 : Who Killed Lamb?
- 1974 : The Internecine Project
- 1974 : Fall of Eagles (miniserie TV)
- 1974 : Father Brown (serie TV)
- 1976 : The New Avengers (serie TV)
- 1977 : The Assignment
- 1977 : The Black Panther
- 1978 : BBC Television Shakespeare (serie TV), episodio King Richard the Second
- 1978 : Les Misérables (telefilm)
- 1979 : Bloomers (serie TV)
- 1980 : Turtle's Progress (serie TV, 2.ª temporada)
- 1981 : The Bunker (telefilm)
- 1981 : The Day of the Triffids (miniserie TV)
- 1981 : Winston Churchill: The Wilderness Years (miniserie TV)
- 1984 : Freud (miniserie TV)
- 1987 : Bergerac (serie TV)
- 1987 : The Storyteller (serie TV)
- 1987 : Vanity Fair (serie TV)
- 1988 : We Think the World of You
- 1988 : Jack the Ripper (miniserie TV)
- 1988 : Agatha Christie's Poirot (serie TV)
- 1989 : Countdown to War (telefilm)
- 1990-1998 : Drop the Dead Donkey (serie TV)
- 1995 : Jack & Sarah
- 2002 : Holby City (serie TV)
- 2004 : Born and Bred (serie TV)